# Saxifraga virginiensis
Saxifraga virginiensis là một loài thực vật có hoa trong họ Saxifragaceae. Loài này được Michx. miêu tả khoa học đầu tiên năm 1803.